# Caloptilia chloroptila
Caloptilia chloroptila är en fjärilsart som först beskrevs av Edward Meyrick 1915.  Caloptilia chloroptila ingår i släktet Caloptilia och familjen styltmalar.
Artens utbredningsområde är Guyana. Inga underarter finns listade i Catalogue of Life.